# Dryopteris hadanoi
Dryopteris hadanoi är en träjonväxtart som beskrevs av Kurata. Dryopteris hadanoi ingår i släktet Dryopteris och familjen Dryopteridaceae. Inga underarter finns listade.